# Ann Rutherford

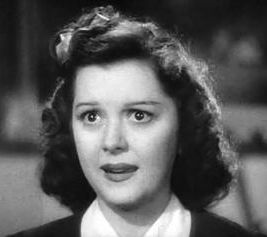
Jako Polly Benedict w Love Finds Andy Hardy

Ann Rutherford, właściwie Therese Ann Rutherford (ur. 2 listopada 1917 w Vancouver, Kanada, zm. 11 czerwca 2012 w Beverly Hills) – kanadyjsko-amerykańska aktorka.
Pierwszą rolę zagrała w 1935 roku w Waterfront Lady. Otrzymała rolę Karin O’Hara, siostry Scarlett O’Hara, w filmie Przeminęło z wiatrem (1939). Występowała jako Polly Benedict w serii Andy Hardy z lat 1930–1940.
Była dwukrotnie zamężna. Pierwszym jej mężem był David May (24 grudnia 1942 – 1953, rozwód). Mieli dwoje dzieci, m.in. Glorię (ur. 1943). Po raz drugi wyszła za mąż za Williama Doziera (6 października 1953 – 23 kwietnia 1991, do jego śmierci).
Proponowano jej rolę Rose Calvert w filmie Titanic, ale ją odrzuciła.

## Wybrana filmografia
- 1937: W ludzkich sercach jako Annie Hawks
- 1938: Andy Hardy zakochany jako Polly Benedict
- 1938: Decydująca noc jako Duch minionych świąt Bożego Narodzenia
- 1939: Dancing Co-Ed jako Eve Greeley
- 1939: Przeminęło z wiatrem jako Carreen O'Hara
- 1940: Duma i uprzedzenie jako Lydia Bennet